# Paul Sinha
Paul Sinha (Deventer, 20 januari 1996) is een Nederlandse zanger, producer en acteur.

## Biografie
Sinha groeide op in Deventer. Vanaf zijn zestiende was hij onderdeel van het duo Vans ’n Purp, samen met Burak Sagir. Samen volgden ze een studie aan de Herman Brood Academie en brachten ze een EP uit. Hierna gingen ze hun eigen weg.
In 2017 bracht Sinha zijn debuutalbum uit genaamd Niet zomaar. In 2018 behaalde Sinha met het nummer Ey ey ey voor het eerst de hitlijsten, hij behaalde de 99e plek in de Nederlandse Single Top 100.
In 2019 startte Sinha zijn eigen muzieklabel Alpha Rec en bracht daar zelf de single Bloemen op uit. Ook mocht Sinha de apostel Petrus vertolken in The Passion. In december van 2019 was Sinha te horen op de debuutsingle van bioloog Freek Vonk.
Op 13 november 2020 bracht Sinha zijn album Dromen uit, naast samenwerkingen met Tabitha en Kraantje Pappie, stond hier ook de eerder uitgebrachte single Eigenlijk wel op. Tevens schreef Sinha in 2020 mee aan de nummer één hit Más Más Más van zanger Rolf Sanchez.
In juni 2021 nam, de inmiddels in Haarlem woonachtige, Sinha een Gouden Award in ontvangst. Zijn nummer Eigenlijk wel was 8 miljoen keer gestreamd. Hiernaast was Sinha te zien in een T-mobile-Unlimitedsreclame. Hij zong in op een gecomponeerde versie van een op 2001: a space odyssey gebaseerde soundtrack. In 2022 bracht hij samen met OLIVIA de single Elektriciteit uit.

## Discografie

### Albums
| Album met eventuele hitnotering(en) in de Nederlandse Album Top 100 | Datum van verschijnen | Datum van binnenkomst | Hoogste positie | Aantal weken | Opmerkingen            |
| ------------------------------------------------------------------- | --------------------- | --------------------- | --------------- | ------------ | ---------------------- |
| Niet zomaar                                                         | 2017                  | 06-05-2017            | 86              | 1            |                        |
| Adem in                                                             | 2018                  | -                     | -               | -            | EP / nr 48 in Midprice |
| Dromen                                                              | 2020                  | 21-11-2020            | 78              | 1            |                        |

### Singles
- Van jou (2016)
- Weekje Tenerife (2016)
- Als wij dat samen doen (2016)
- 7 dagen (2016)
- Nu gaan (2016)
- Zo goed (2017), met Roxeanne Hazes
- Ey ey ey (2018), met Frenna
- De laatste (2018), met Teske
- Niet alleen bloemen (2018), met Tabitha
- Bloemen (2019)
- Eigenlijk wel (2019)
- Nodig (2019), met Snelle
- Wildernis (2019), met Freek Vonk, TOMMY en Chip Charlez
- Dromen (2020)
- Hoe het loopt (2020), met Kraantje Pappie
- De eerste keer (2021), met Fleur Raateland
- Bootje (2021), met Antoon
- Elektriciteit (2022), met OLIVIA
- Onderweg (2023)

#### Hitnoteringen
| Single met eventuele hitnotering(en) in de Nederlandse Top 40 | Datum van verschijnen | Datum van binnenkomst | Hoogste positie | Aantal weken | Opmerkingen                              |
| ------------------------------------------------------------- | --------------------- | --------------------- | --------------- | ------------ | ---------------------------------------- |
| Nu gaan                                                       | 2016                  | 14-01-2017            | tip12           | -            |                                          |
| Ey ey ey                                                      | 2018                  | -                     | -               | -            | met Frenna / Nr. 99 in de Single Top 100 |
| Nodig                                                         | 2019                  | 17-08-2019            | tip12           | -            | met Snelle                               |
| Hoe het loopt                                                 | 2020                  | 20-06-2020            | tip21           | -            | met Kraantje Pappie                      |
| Bootje                                                        | 2021                  | 31-07-2021            | tip4            | -            | met Antoon / Nr. 23 in de Single Top 100 |